# Швиганова Тетяна Іванівна
Швиганова Тетяна Іванівна (9 листопада 1960) — російська хокеїстка на траві.
Бронзова призерка Олімпійських Ігор 1980 року.